# Estación de Horgen
La estación de Horgen es una estación ferroviaria de la comuna suiza de Horgen, en el Cantón de Zúrich.

## Historia y ubicación
La estación se encuentra ubicada en el norte del núcleo urbano de Horgen. Fue inaugurada en 1875 con la apertura de la línea férrea que recorre la margen izquierda del Lago de Zúrich, Zúrich - Pfäffikon SZ - Ziegelbrücke/Näfels-Mollis por parte del Schweizerischen Nordostbahn (NOB). Cuenta con un único andén central, al que acceden dos vías, a las que hay que sumar otra vía pasante, y un haz de dos vías muertas.
En términos ferroviarios, la estación se sitúa en la línea Zúrich - Pfäffikon SZ - Ziegelbrücke, conocida como la línea de la margen izquierda del Lago de Zúrich. Sus dependencias ferroviarias colaterales son la estación de Oberrieden hacia Zúrich y la estación de Au en dirección Ziegelbrücke.
En Horgen existe otra estación de ferrocarril situada en la línea Thalwil - Zug, denominada Horgen-Oberdorf, a unos 700 metros de esta estación.

## Servicios ferroviarios
Los servicios ferroviarios de esta estación están prestados por SBB-CFF-FFS:

### S-Bahn Zúrich
La estación está integrada dentro de la red de trenes de cercanías S-Bahn Zúrich, y en la que efectúan parada los trenes de una línea perteneciente a S-Bahn Zúrich:
- S 2 Effretikon – Zúrich Aeropuerto – Zúrich HB – Pfäffikon SZ – Ziegelbrücke
- S 8 Weinfelden – Winterthur – Wallisellen – Zúrich HB – Thalwil – Pfäffikon SZ
- S N8 Zúrich HB – Pfäffikon SZ – Lachen